# Église Saint-Marcel de Flassa
L'église Saint-Marcel de Flassa est une église catholique préromane et romane située dans le hameau de Flassa, à Serdinya, en France.

## Localisation
L'église est située dans le département français des Pyrénées-Orientales, sur la commune de Serdinya.
| \| Église Saint-Marcel de Flassa \| Situation par rapport aux sites préromans des Pyrénées-Orientales. |
| Église Saint-Marcel de Flassa                                                                          |

## Historique
L'édifice est classé au titre des monuments historiques en 1987.